# Побег из Гулага (фильм)
«Побег из Гулага» (нем. So weit die Füße tragen — Пока ноги несут, Покуда держат ноги) — художественный фильм 2001 года по одноимённому роману Йозефа Мартина Бауэра, основанный на истории немецкого военнопленного, совершившего побег из советского лагеря и проделавшего долгий путь через территорию СССР и Азии.

## Сюжет
1944 год. Лейтенант Клеменс Форель уходит на восточный фронт. Жена с дочерью провожают Клеменса на вокзале. Жена сообщает ему, что ждёт ребенка. Прощаясь с родными, Форель обещает, что вернётся к Рождеству. Но война Германией проиграна, и в июле 1945 года Клеменс Форель осуждён советским судом на двадцать пять лет принудительных работ. Вместе с другими осужденными за свои преступления фашистами его везут в лагерь для военнопленных через весь СССР на северо-восток, к мысу Дежнёва.
Отбыв два года в лагере, в 1947 году Форель в первый раз пытается бежать. Начальник оперчасти лагеря старший лейтенант госбезопасности Каменев, прочитав в личном деле Фореля, что тот по профессии механик, вызывает его для починки электрогенератора. Закончив ремонт и улучив момент, Форель прыгает в вагонетку для угля и пытается скрыться. Но его замечает часовой. За попытку побега Фореля на четыре дня помещают в карцер, а его товарищам все эти четыре дня не дают еды. Когда Форель возвращается в барак, товарищи жестоко избивают его.
Лагерный врач немецкий военнопленный Штаупфер помогает Форелю организовать второй побег. Он отдаёт ему свой рюкзак со всеми необходимыми припасами (выясняется, что Штаупфер незадолго до того сам собирался сбежать, но у него обнаружился рак). Штаупфер советует Форелю идти не на запад, а на север и далее вдоль побережья моря. Далее Штаупфер кончает с собой.
Каменев, обнаружив отсутствие Фореля, посылает вдогонку поисковые группы, но поиски не дают результатов, потому что они ошибочно ищут его к западу от лагеря. Комендант лагеря предлагает Каменеву написать в рапорте, что Форель погиб. Но Каменев уверен, что он жив, и продолжает поиски. После долгих скитаний по тундре полуживой Форель набредает на ярангу, где его привечает молодая чукча Ирина.
Через три года странствий Форель добирается до Средней Азии. На одном из рынков ему встречается некий еврей, 2 братьев которого убили фашисты во время войны. Он готов раздобыть для него советский паспорт для побега в Иран. На мосту, разделяющим две страны, Форель лицом к лицу сталкивается с Каменевым. Но вместо того, чтобы арестовать Фореля, тот просто отходит в сторону, и когда Форель идёт дальше, говорит ему в спину: «Всё равно я тебя победил!».
Но в Иране злоключения продолжаются: там Форель оказывается в тюрьме как «советский шпион». Форель пишет письма властям. Ему удаётся выйти из тюрьмы благодаря помощи его родственника, служащего в посольстве ФРГ в Тегеране. Вскоре Форель уезжает в Германию.
Фильм завершается сценой, где Клеменс воссоединяется с женой, дочерью и сыном, которого он ещё не видел, как и обещал, на Рождество — но 8 лет спустя.

## В ролях
| Актёр                | Роль                                      |
| -------------------- | ----------------------------------------- |
| Бернхард Беттерман   | Клеменс Форелль                           |
| Анатолий Котенёв     | Каменев старший лейтенант                 |
| Михаэль Мендль       | Штауфер доктор                            |
| Ирина Пантаева       | Ирина                                     |
| Ирис Бём             | Катрин Форелль                            |
| Ханс-Уве Бауэр       | Ляйбрехт                                  |
| Андре Хеннике        | Баукнехт                                  |
| Антонио Ваннек       | Маттерн                                   |
| Йоханнес Хицблех     | Данхорн                                   |
| Штефан Вольф-Шёнбург | Клугманн                                  |
| Ирина Нарбекова      | Пахмутова доктор                          |
| Андрей Душечкин      | заключённый-парикмахер (нет в титрах)     |
| Александр Ефремов    | Игорь                                     |
| Владимир Корпусь     | Семён                                     |
| Игорь Фильченков     | Анастас                                   |
| Павел Лебешев        | начальник лагеря (последняя роль в кино)  |
| Чимит Ринчинов       | Колька якут                               |
| Дабацу Юндунова      | жена Кольки                               |
| Николай Кондрашкин   | шаман                                     |
| Хайнрих Гискес       | сотрудник Немецкого Красного Креста       |
| Асанали Ашимов       | эпизод (нет в титрах)                     |
| Сейдулла Молдаханов  | водитель в Узбекистане (нет в титрах)     |
| Иван Мацкевич        | контролёр                                 |
| Артур Федорович      | помощник контролёра                       |
| Виктор Васильев      | милиционер в Якутии (нет в титрах)        |
| Сергей Шарангович    | охранник лагеря (нет в титрах)            |
| Ханс Петер Хальвакс  | Баудрексель                               |
| Иван Павлов          | часовой, заметивший Фореля (нет в титрах) |

## Съёмочная группа
- Авторы сценария:
  - Бернд Швам
  - Бастиан Клеве
  - Харди Мартинс
- Автор сюжета: Йозеф Мартин Бауэр (роман)
- Режиссёр-постановщик: Харди Мартинс
- Сорежиссёр: Дмитрий Астрахан
- Оператор-постановщик: Павел Лебешев
- Звукорежиссёр: Сергей Чупров
- Композитор: Эдуард Артемьев
- Художники-постановщики:
  - Валентин Гидулянов
  - Игорь Щёлоков
- Художник по костюмам: Татьяна Конотопова
- Продюсеры:
  - Джимми С. Герум
  - Харди Мартинс

## Призы и награды
- 2002 — Milan International Film Festival — Best Production Design — Валентин Гидулянов

## Литературная основа
Имя главного героя — Клеменс Форель — вымышленное. Прототипом главного героя послужил немецкий солдат Корнелиус Рост (нем. Cornelius Rost, 1919—1983), попавший в плен во время Второй мировой войны. Автор романа Йозеф Мартин Бауэр (11 марта 1901 — 15 марта 1970) использовал другое имя из-за опасений по поводу возможных проблем с КГБ, после того как книга была опубликована в 1955 году. Книга и выпущенный по ней в 1959 году мини-сериал (в главной роли Хайнц Вайс) обрели популярность в ФРГ, поскольку именно в тот период из СССР были репатриированы последние немецкие военнопленные. История злоключений Роста стала со временем подвергаться критике, так как в книге были обнаружены географические нестыковки, а сам Рост, как выяснилось уже после его смерти, хоть и был в ГУЛАГе, но никогда не сбегал оттуда, а был в конечном итоге репатриирован в 1947 году.